# Virginie Gameren

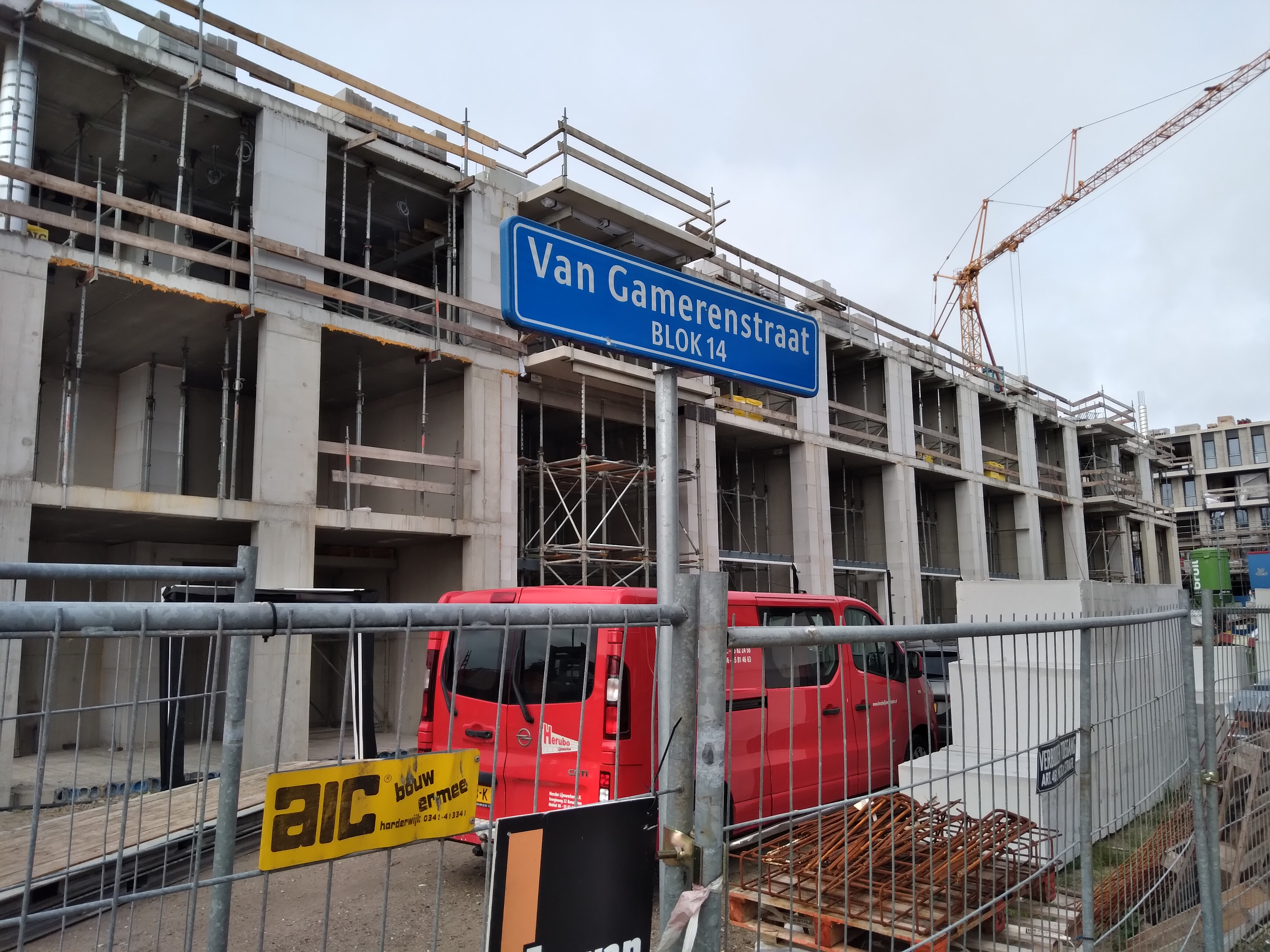
Straatnaambord met fout (september 2021)

Virginie Gameren (Curaçao, 19 maart 1833 - datum van overlijden onbekend) was een Curaçaose slavin en emancipatiestrijdster. Zij stond jarenlang bekend onder de naam Virginie van Gameren; de kennis over haar geboortedatum is te danken aan een kortstondig verblijf in een pension in Amsterdam. In 1852 werd zij uit de slavenregisters verwijderd en als vrij beschouwd tenzij anders werd bepaald. Vrij maar ook onvrij want ze bleef onder toezicht staan en kreeg toen nog geen familienaam. Nadat haar eigenaar, de oud-gouverneur van Suriname Reinier Frederik baron van Raders, in politieke ongenade was gevallen eiste ze haar vrijheid op waarbij zij steun kreeg van ambtenaren en de gouverneur ad interim van Suriname die onderzoek deden en de Ministeries van Koloniën en Justitie in Nederland raadpleegden. Een rechtszaak is nooit gevoerd omdat Van Raders te verstaan was gegeven dat hij deze zou verliezen. Met de uitspraak wijzigde voorgoed  de rechtspositie van zwarte mensen in Nederland.

## Biografie
Virginie Gameren werd in slavernij geboren op Curaçao in het jaar 1833. Van haar datum van overlijden is er geen registratie. Haar geboorte en wie haar familie was zijn teruggevonden in de slavenregisters van Curaçao. Virginie was 'bezit' en maakte deel uit van de huishouding van Van Raders, gouverneur van kolonie Curaçao (1836-1842) en van Suriname (1845-1852). 
In 1847 vertrok zij met de dochter van Van Raders naar Nederland. Hoewel slavernij niet geïnstitutionaliseerd was in Nederland gold voor meegenomen slaven dat zij onvrij bleven zolang hun eigenaren niet de intentie hadden om hun eigendom te bevrijden, en hun verblijf van tijdelijke aard was, hetzij korter dan zes maanden of twaalf maanden bij speciale toestemming van de rechtbank. Het verblijf in Nederland was korter dan zes maanden en bij terugkeer in 1847 in de West kwam zij in Suriname terecht. Hier werd zij moeder van in totaal zes kinderen. 
Toen zij naar West-Indië terugkeerde en in Suriname terechtkwam ging zij pas in 1852 in verzet tegen haar status van "tot slaaf gemaakte" en zette en raadpleegde zij ambtenaren en de gouverneur van Suriname, nadat Van Raders in ongenade was was gevallen. Zij beriep zich op grond van art. 2 BW (1838) een vrij persoon te zijn omdat zij in Nederland was geweest. Zij had inderdaad een paspoort als reisdocument, maar niet ten teken van een nationaliteit. Van Raders verweerde zich heftig verwijzend naar het recht van eigendom en argumenteerde dat de status bij het verlaten van het land van herkomst en niet die van het land van aankomst bepalend is voor haar maatschappelijke status. Van Raders werd geadviseerd een rechtszaak aan te spannen maar hem werd te verstaan gegeven dat hij deze zou verliezen gezien de wet in het voornoemde wetboek. In afwachting van deze rechtszaak die nooit gevoerd werd, werd Virginie aangemerkt als vrije persoon tenzij anders aangetoond. Dit tussentijds besluit noopte tot het uitvaardigen van een reparatiewet, waarin werd vastgelegd dat slaven niet buiten de grenzen van de kolonie mogen treden zonder een manumissiebrief.
Na intensief overleg over en weer tussen het Ministerie van Koloniën en de Surinaamse autoriteiten over het geschil werd Virginie door het Ministerie van Koloniën en het Ministerie van Justitie in het gelijkgesteld. Zij en haar kinderen dochters werden op 26 oktober 1852 uit het slavenregister geschreven. Ze werd toen echter nog niet vrijverklaard en ontving nog geen familienaam. Voor haar vertrek in 1860 naar Nederland diende zij nogmaals een verzoek in voor een achternaam. Vanaf toen heette ze Virginie Gameren.

## Vernoeming
In 2019 kwamer op het nieuwe Centrumeiland in de Amsterdamse wijk IJburg de 'Van Gamerenstraat',  vernoemd naar Virginie van Gameren, zoals ze toen nog te boek stond. Naar aanleiding hiervan deed Okke ten Hove aanvullend onderzoek en kwam tot de ontdekking dat door een misverstand in de loop der jaren 'van' als tussenvoegsel in haar naam terecht was gekomen. 'Van' wordt vaak gebruikt in de betekenis van 'bezit'. De gemeente Amsterdam meldde nieuwe straatnaamborden te gaan bestellen.